# بلير مودي
بلير مودي (بالإنجليزية: Blair Moody)‏ هو صحفي وسياسي أمريكي، ولد في 13 فبراير 1902 في نيو هيفن في الولايات المتحدة، وتوفي في 20 يوليو 1954 في آن آربر في الولايات المتحدة بسبب نوبة قلبية. نشط حزبياً في الحزب الديمقراطي. وقد انتخب عضو مجلس الشيوخ الأمريكي.